# Ardisia apoda
Ardisia apoda är en viveväxtart som beskrevs av Paul Carpenter Standley och Steyerm. Ardisia apoda ingår i släktet Ardisia och familjen viveväxter. Inga underarter finns listade i Catalogue of Life.